# Liste der kleinsten Städte in Deutschland nach Einwohnerzahl
Die Liste der kleinsten Städte in Deutschland nach Einwohnerzahl bietet einen Überblick über die 100 deutschen Städte mit den geringsten Einwohnerzahlen. Eine weitere Übersicht zeigt die kleinsten Städte der Länder nach Einwohnerzahl. Berücksichtigt sind alle verwaltungsrechtlich selbständigen Gemeinden mit Stadtrecht.

## Kleinste Städte nach Einwohnerzahl
Die Verteilung auf die Länder ist folgendermaßen: Bayern (18), Thüringen (16), Brandenburg (13), Rheinland-Pfalz (11), Mecklenburg-Vorpommern (9), Sachsen (9), Sachsen-Anhalt (9), Baden-Württemberg (7), Hessen (3), Niedersachsen (3), Schleswig-Holstein (2).
Alle Angaben in der folgenden Tabelle sind vom Statistischen Bundesamt (Einwohnerstand: 31. Dezember 2023, Gebietsstand: 31. Dezember 2023).
| Rang | Name                            | Einwohner (31. Dez. 2023) | Landkreis                        | Land                   |
| ---- | ------------------------------- | ------------------------- | -------------------------------- | ---------------------- |
| 1.   | Arnis                           | 254                       | Schleswig-Flensburg              | Schleswig-Holstein     |
| 2.   | Ummerstadt                      | 463                       | Hildburghausen                   | Thüringen              |
| 3.   | Neumark                         | 482                       | Weimarer Land                    | Thüringen              |
| 4.   | Schnackenburg                   | 521                       | Lüchow-Dannenberg                | Niedersachsen          |
| 5.   | Ziegenrück                      | 615                       | Saale-Orla-Kreis                 | Thüringen              |
| 6.   | Kaub                            | 786                       | Rhein-Lahn-Kreis                 | Rheinland-Pfalz        |
| 7.   | Sandau (Elbe)                   | 831                       | Stendal                          | Sachsen-Anhalt         |
| 8.   | Märkisch Buchholz               | 885                       | Dahme-Spreewald                  | Brandenburg            |
| 9.   | Stößen                          | 889                       | Burgenlandkreis                  | Sachsen-Anhalt         |
| 10.  | Werben (Elbe)                   | 933                       | Stendal                          | Sachsen-Anhalt         |
| 11.  | Kyllburg                        | 958                       | Eifelkreis Bitburg-Prüm          | Rheinland-Pfalz        |
| 12.  | Rothenfels                      | 1022                      | Main-Spessart                    | Bayern                 |
| 13.  | Lichtenberg                     | 1026                      | Hof                              | Bayern                 |
| 14.  | Clingen                         | 1037                      | Kyffhäuserkreis                  | Thüringen              |
| 15.  | Obermoschel                     | 1054                      | Donnersbergkreis                 | Rheinland-Pfalz        |
| 16.  | Orlamünde                       | 1063                      | Saale-Holzland-Kreis             | Thüringen              |
| 17.  | Schraplau                       | 1066                      | Saalekreis                       | Sachsen-Anhalt         |
| 18.  | Kupferberg                      | 1070                      | Kulmbach                         | Bayern                 |
| 19.  | Neustadt am Kulm                | 1145                      | Neustadt an der Waldnaab         | Bayern                 |
| 20.  | Schwarzenborn                   | 1194                      | Schwalm-Eder-Kreis               | Hessen                 |
| 21.  | Liebstadt                       | 1248                      | Sächsische Schweiz-Osterzgebirge | Sachsen                |
| 22.  | Sankt Goarshausen               | 1281                      | Rhein-Lahn-Kreis                 | Rheinland-Pfalz        |
| 23.  | Lieberose                       | 1338                      | Dahme-Spreewald                  | Brandenburg            |
| 24.  | Franzburg                       | 1353                      | Vorpommern-Rügen                 | Mecklenburg-Vorpommern |
| 25.  | Richtenberg                     | 1365                      | Vorpommern-Rügen                 | Mecklenburg-Vorpommern |
| 26.  | Kroppenstedt                    | 1377                      | Börde                            | Sachsen-Anhalt         |
| 27.  | Aub                             | 1398                      | Würzburg                         | Bayern                 |
| 28.  | Hornbach                        | 1419                      | Südwestpfalz                     | Rheinland-Pfalz        |
| 29.  | Hohenleuben                     | 1426                      | Greiz                            | Thüringen              |
| 30.  | Hohenberg an der Eger           | 1438                      | Wunsiedel im Fichtelgebirge      | Bayern                 |
| 31.  | Arneburg                        | 1443                      | Stendal                          | Sachsen-Anhalt         |
| 32.  | Manderscheid                    | 1462                      | Bernkastel-Wittlich              | Rheinland-Pfalz        |
| 33.  | Lassan                          | 1473                      | Vorpommern-Greifswald            | Mecklenburg-Vorpommern |
| 34.  | Buckow (Märkische Schweiz)      | 1493                      | Märkisch-Oderland                | Brandenburg            |
| 35.  | Stadt Wehlen                    | 1543                      | Sächsische Schweiz-Osterzgebirge | Sachsen                |
| 36.  | Lehesten                        | 1555                      | Saalfeld-Rudolstadt              | Thüringen              |
| 37.  | Neuerburg                       | 1560                      | Eifelkreis Bitburg-Prüm          | Rheinland-Pfalz        |
| 38.  | Rhinow                          | 1584                      | Havelland                        | Brandenburg            |
| 39.  | Stadtprozelten                  | 1604                      | Miltenberg                       | Bayern                 |
| 40.  | Ranis                           | 1660                      | Saale-Orla-Kreis                 | Thüringen              |
| 41.  | Röttingen                       | 1673                      | Würzburg                         | Bayern                 |
| 42.  | Oberhof                         | 1681                      | Schmalkalden-Meiningen           | Thüringen              |
| 43.  | Ornbau                          | 1697                      | Ansbach                          | Bayern                 |
| 44.  | Sayda                           | 1702                      | Mittelsachsen                    | Sachsen                |
| 45.  | Usedom                          | 1723                      | Vorpommern-Greifswald            | Mecklenburg-Vorpommern |
| 46.  | Neukalen                        | 1753                      | Mecklenburgische Seenplatte      | Mecklenburg-Vorpommern |
| 47.  | Penkun                          | 1756                      | Vorpommern-Greifswald            | Mecklenburg-Vorpommern |
| 48.  | Bad Sülze                       | 1764                      | Vorpommern-Rügen                 | Mecklenburg-Vorpommern |
| 49.  | Velden                          | 1808                      | Nürnberger Land                  | Bayern                 |
| 50.  | Brüssow                         | 1835                      | Uckermark                        | Brandenburg            |
| 51.  | Widdern                         | 1836                      | Heilbronn                        | Baden-Württemberg      |
| 52.  | Bacharach                       | 1845                      | Mainz-Bingen                     | Rheinland-Pfalz        |
| 53.  | Hettingen                       | 1859                      | Sigmaringen                      | Baden-Württemberg      |
| 54.  | Gräfenthal                      | 1869                      | Saalfeld-Rudolstadt              | Thüringen              |
| 55.  | Langenburg                      | 1886                      | Schwäbisch Hall                  | Baden-Württemberg      |
| 56.  | Teupitz                         | 1895                      | Dahme-Spreewald                  | Brandenburg            |
| 57.  | Schauenstein                    | 1899                      | Hof                              | Bayern                 |
| 58.  | Wolfstein                       | 1908                      | Kusel                            | Rheinland-Pfalz        |
| 59.  | Marktsteft                      | 1920                      | Kitzingen                        | Bayern                 |
| 60.  | Teuschnitz                      | 1921                      | Kronach                          | Bayern                 |
| 61.  | Rieneck                         | 1941                      | Main-Spessart                    | Bayern                 |
| 62.  | Magdala                         | 1972                      | Weimarer Land                    | Thüringen              |
| 63.  | Sachsenhagen                    | 1973                      | Schaumburg                       | Niedersachsen          |
| 64.  | Plaue                           | 1975                      | Ilm-Kreis                        | Thüringen              |
| 65.  | Leutenberg                      | 2011                      | Saalfeld-Rudolstadt              | Thüringen              |
| 66.  | Scheibenberg                    | 2012                      | Erzgebirgskreis                  | Sachsen                |
| 67.  | Ortrand                         | 2021                      | Oberspreewald-Lausitz            | Brandenburg            |
| 68.  | Wiesensteig                     | 2044                      | Göppingen                        | Baden-Württemberg      |
| 68.  | Lauterecken                     | 2044                      | Kusel                            | Rheinland-Pfalz        |
| 70.  | Oberwiesenthal                  | 2051                      | Erzgebirgskreis                  | Sachsen                |
| 71.  | Niemegk                         | 2056                      | Potsdam-Mittelmark               | Brandenburg            |
| 72.  | Lenzen (Elbe)                   | 2066                      | Prignitz                         | Brandenburg            |
| 73.  | Oderberg                        | 2107                      | Barnim                           | Brandenburg            |
| 74.  | Rosenthal                       | 2111                      | Waldeck-Frankenberg              | Hessen                 |
| 75.  | Meyenburg                       | 2129                      | Prignitz                         | Brandenburg            |
| 76.  | Veringenstadt                   | 2134                      | Sigmaringen                      | Baden-Württemberg      |
| 77.  | Königstein (Sächsische Schweiz) | 2141                      | Sächsische Schweiz-Osterzgebirge | Sachsen                |
| 78.  | Hirschberg                      | 2147                      | Saale-Orla-Kreis                 | Thüringen              |
| 79.  | Rerik                           | 2186                      | Rostock                          | Mecklenburg-Vorpommern |
| 80.  | Gebesee                         | 2187                      | Sömmerda                         | Thüringen              |
| 81.  | Fladungen                       | 2190                      | Rhön-Grabfeld                    | Bayern                 |
| 82.  | Ostritz                         | 2228                      | Görlitz                          | Sachsen                |
| 83.  | Hayingen                        | 2256                      | Reutlingen                       | Baden-Württemberg      |
| 83.  | Garz/Rügen                      | 2256                      | Vorpommern-Rügen                 | Mecklenburg-Vorpommern |
| 85.  | Eckartsberga                    | 2265                      | Burgenlandkreis                  | Sachsen-Anhalt         |
| 86.  | Schlettau                       | 2272                      | Erzgebirgskreis                  | Sachsen                |
| 87.  | Katzenelnbogen                  | 2315                      | Rhein-Lahn-Kreis                 | Rheinland-Pfalz        |
| 88.  | Dommitzsch                      | 2319                      | Nordsachsen                      | Sachsen                |
| 89.  | Mainbernheim                    | 2334                      | Kitzingen                        | Bayern                 |
| 90.  | Pleystein                       | 2351                      | Neustadt an der Waldnaab         | Bayern                 |
| 91.  | Schönsee                        | 2360                      | Schwandorf                       | Bayern                 |
| 92.  | Grebenau                        | 2382                      | Vogelsbergkreis                  | Hessen                 |
| 92.  | Wegeleben                       | 2382                      | Harz                             | Sachsen-Anhalt         |
| 94.  | Rethem (Aller)                  | 2387                      | Heidekreis                       | Niedersachsen          |
| 95.  | Gefell                          | 2390                      | Saale-Orla-Kreis                 | Thüringen              |
| 96.  | Schlieben                       | 2394                      | Elbe-Elster                      | Brandenburg            |
| 97.  | Osterfeld                       | 2399                      | Burgenlandkreis                  | Sachsen-Anhalt         |
| 98.  | Gartz (Oder)                    | 2427                      | Uckermark                        | Brandenburg            |
| 98.  | Aach                            | 2427                      | Konstanz                         | Baden-Württemberg      |
| 100. | Krempe                          | 2429                      | Steinburg                        | Schleswig-Holstein     |

## Kleinste Städte der Länder
Aufgeführt sind alle Städte, die am 31. Dezember 2023 die geringste Einwohnerzahl des jeweiligen Bundeslandes hatten.
| Bundesland             | Kleinste Stadt    | Landkreis                        | Einwohner (31. Dez. 2023) |
| ---------------------- | ----------------- | -------------------------------- | ------------------------- |
| Baden-Württemberg      | Widdern           | Heilbronn                        | 1836                      |
| Bayern                 | Rothenfels        | Main-Spessart                    | 1022                      |
| Brandenburg            | Märkisch Buchholz | Dahme-Spreewald                  | 885                       |
| Bremen                 | Bremerhaven       | Kreisfreie Stadt                 | 114.677                   |
| Hessen                 | Schwarzenborn     | Schwalm-Eder-Kreis               | 1194                      |
| Mecklenburg-Vorpommern | Franzburg         | Vorpommern-Rügen                 | 1353                      |
| Niedersachsen          | Schnackenburg     | Lüchow-Dannenberg                | 521                       |
| Nordrhein-Westfalen    | Heimbach          | Düren                            | 4349                      |
| Rheinland-Pfalz        | Kaub              | Rhein-Lahn-Kreis                 | 786                       |
| Saarland               | Friedrichsthal    | Regionalverband Saarbrücken      | 9887                      |
| Sachsen                | Liebstadt         | Sächsische Schweiz-Osterzgebirge | 1248                      |
| Sachsen-Anhalt         | Sandau (Elbe)     | Stendal                          | 831                       |
| Schleswig-Holstein     | Arnis             | Schleswig-Flensburg              | 254                       |
| Thüringen              | Ummerstadt        | Hildburghausen                   | 463                       |